# Districts du Panama

Les districts du Panama en 2020.

Les provinces et comarques du Panama en 2020.

Les provinces du Panama et certaines des comarques sont divisées en 81 districts (distrito),. Les districts sont ensuite divisés en corregimientos,.

## Historique
Dans les constitutions colombiennes de 1821, 1832 et 1843, le territoire national (y compris le Panama, qui faisait alors partie de ce pays) était divisé en cantons, eux-mêmes regroupés en provinces. Dans la constitution de 1853, les cantons ont été abolis, de sorte que le pays a été divisé en sous-entités qui constituaient auparavant les cantons, c'est-à-dire les districts paroissiaux. Dans la constitution fédérale colombienne de 1858, les États colombiens, substituts des provinces néo-granadiennes, continuent d'être divisés en districts.
Puis, avec la constitution colombienne centraliste de 1886, qui transforme les états en départements, ces derniers sont subdivisés en provinces et ces dernières en districts municipaux. Avec la création de la République en 1903, le Panama est resté avec la même subdivision politico-administrative qui était en vigueur depuis qu'il était un département colombien ; il est remarquable que dans plusieurs constitutions panaméennes, les districts ont été appelés municipalités, et la raison principale en est qu'on a voulu différencier le régime législatif du régime territorial, bien qu'en pratique et pour l'usage du citoyen ordinaire, ils soient synonymes.

## Provinces

### Bocas Del Toro
| Province       | District        | Capitale        | Population (2010) | Superficie (Km2) | Carte |
| -------------- | --------------- | --------------- | ----------------- | ---------------- | ----- |
| Bocas del Toro | Almirante       | Almirante       |                   |                  |       |
| Bocas del Toro | Bocas del Toro  | Bocas del Toro  | 16 135            | 430,7            |       |
| Bocas del Toro | Changuinola     | Changuinola     | 98 310            | 4 016,5          |       |
| Bocas del Toro | Chiriquí Grande | Chiriquí Grande | 11 016            | 210              |       |

### Chiriquí
| Province | District      | Capitale         | Population (2010) | Superficie (Km2) | Carte |
| -------- | ------------- | ---------------- | ----------------- | ---------------- | ----- |
| Chiriquí | Alanje        | Alanje           | 16 508            | 443,3            |       |
| Chiriquí | Barú          | Puerto Armuelles | 55 775            | 595              |       |
| Chiriquí | Boquerón      | Boquerón         | 15 029            | 295,3            |       |
| Chiriquí | Boquete       | Bajo Boquete     | 21 370            | 488,4            |       |
| Chiriquí | Bugaba        | La Concepción    | 78 209            | 879,9            |       |
| Chiriquí | David         | David            | 144 858           | 868,4            |       |
| Chiriquí | Dolega        | Dolega           | 25 102            | 250,8            |       |
| Chiriquí | Gualaca       | Gualaca          | 9 750             | 625,5            |       |
| Chiriquí | Remedios      | Remedios         | 4 052             | 166,8            |       |
| Chiriquí | Renacimiento  | Rio Sereno       | 20 524            | 529              |       |
| Chiriquí | San Félix     | Las Lajas        | 6 304             | 218,3            |       |
| Chiriquí | San Lorenzo   | Horconcitos      | 7 507             | 647,8            |       |
| Chiriquí | Tierras Altas | Volcán           |                   |                  |       |
| Chiriquí | Tolé          | Tolé             | 11 885            | 482,3            |       |

### Coclé
| Province | District   | Capitale               | Population (2010) | Superficie (Km2) | Carte |
| -------- | ---------- | ---------------------- | ----------------- | ---------------- | ----- |
| Coclé    | Aguadulce  | Aguadulce              | 43 360            | 469,3            |       |
| Coclé    | Antón      | Antón                  | 54 632            | 747,8            |       |
| Coclé    | La Pintada | La Pintada             | 25 639            | 1 030            |       |
| Coclé    | Natá       | Natá de los Caballeros | 18 465            | 605,2            |       |
| Coclé    | Olá        | Olá                    | 5 875             | 385,7            |       |
| Coclé    | Penonomé   | Penonomé               | 85 737            | 1 708,6          |       |

### Colón
| Province | District              | Capitale           | Population (2010) | Superficie (Km2) | Carte |
| -------- | --------------------- | ------------------ | ----------------- | ---------------- | ----- |
| Colón    | Chagres               | Nuevo Chagres      | 10 003            | 445,4            |       |
| Colón    | Colón                 | Colón              | 206 553           | 1 179,9          |       |
| Colón    | Donoso                | Miguel de la Borda | 12 810            | 1 826,1          |       |
| Colón    | Portobelo             | Portobelo          | 9 126             | 396,9            |       |
| Colón    | Santa Isabel          | Palenque           | 3 436             | 727,2            |       |
| Colón    | Omar Torrijos Herrera | Coclesito          |                   |                  |       |

### Darién
| Province | District                    | Capitale               | Population (2010) | Superficie (Km2) | Carte |
| -------- | --------------------------- | ---------------------- | ----------------- | ---------------- | ----- |
| Darién   | Chepigana                   | La Palma               | 30 110            | 6 991,1          |       |
| Darién   | Pinogana (Kuna de Wargandí) | El Real de Santa María | 18 268            | 4 901,4          |       |
| Darién   | Santa Fé                    | Santa Fe               |                   |                  |       |

### Herrera
| Province | District    | Capitale    | Population (2010) | Superficie (Km2) | Carte |
| -------- | ----------- | ----------- | ----------------- | ---------------- | ----- |
| Herrera  | Chitré      | Chitré      | 50 684            | 87,8             |       |
| Herrera  | Las Minas   | Las Minas   | 7 551             | 468,9            |       |
| Herrera  | Los Pozos   | Los Pozos   | 7 478             | 385,5            |       |
| Herrera  | Ocú         | Ocú         | 15 539            | 618,4            |       |
| Herrera  | Parita      | Parita      | 8 885             | 352,8            |       |
| Herrera  | Pesé        | Pesé        | 12 397            | 389              |       |
| Herrera  | Santa María | Santa María | 7 421             | 159,6            |       |

### Los Santos
| Province   | District   | Capitale               | Population (2010) | Superficie (Km2) | Carte |
| ---------- | ---------- | ---------------------- | ----------------- | ---------------- | ----- |
| Los Santos | Guararé    | Guararé                | 10 381            | 215,6            |       |
| Los Santos | Las Tablas | Las Tablas             | 27 146            | 711,2            |       |
| Los Santos | Los Santos | La Villa de Los Santos | 25 723            | 433              |       |
| Los Santos | Macaracas  | Macaracas              | 9 021             | 504,6            |       |
| Los Santos | Pedasí     | Pedasí                 | 4 275             | 378,1            |       |
| Los Santos | Pocrí      | Pocrí                  | 3 259             | 280,3            |       |
| Los Santos | Tonosí     | Tonosí                 | 9 787             | 1 286,5          |       |

### Panamá
| Province | District                  | Capitale         | Population (2010) | Superficie (Km2) | Carte |
| -------- | ------------------------- | ---------------- | ----------------- | ---------------- | ----- |
| Panama   | Balboa                    | San Miguel       | 2 721             | 332,9            |       |
| Panama   | Chepo (Kuna de Madugandí) | Chepo            | 46 139            | 4 937            |       |
| Panama   | Chimán                    | Chimán           | 3 343             | 1 046            |       |
| Panama   | Panamá                    | Panama           | 880 691           | 2 031,2          |       |
| Panama   | San Miguelito             | Belisario Porras | 315 019           | 50,1             |       |
| Panama   | Taboga                    | Taboga           | 1 119             | 12,1             |       |

### Panamá Oeste
| Province     | District    | Capitale    | Population (2010) | Superficie (Km2) | Carte |
| ------------ | ----------- | ----------- | ----------------- | ---------------- | ----- |
| Panama Ouest | Arraiján    | Arraiján    | 220 779           | 418,4            |       |
| Panama Ouest | Capira      | Capira      | 38 398            | 977,7            |       |
| Panama Ouest | Chame       | Chame       | 24 471            | 376,7            |       |
| Panama Ouest | La Chorrera | La Chorrera | 161 470           | 769,8            |       |
| Panama Ouest | San Carlos  | San Carlos  | 18 920            | 337,6            |       |

### Veraguas
| Province | District      | Capitale             | Population (2010) | Superficie (Km2) | Carte |
| -------- | ------------- | -------------------- | ----------------- | ---------------- | ----- |
| Veraguas | Atalaya       | Atalaya              | 10 205            | 156,2            |       |
| Veraguas | Calobre       | Calobre              | 11 493            | 806,2            |       |
| Veraguas | Cañazas       | Cañazas              | 16 830            | 788,7            |       |
| Veraguas | La Mesa       | La Mesa              | 11 631            | 511              |       |
| Veraguas | Las Palmas    | Las Palmas           | 17 566            | 1 015,4          |       |
| Veraguas | Mariato       | Mariato              | 5 296             | 1 381,4          |       |
| Veraguas | Montijo       | Montijo              | 6 572             | 779,8            |       |
| Veraguas | Río de Jesús  | Río de Jesús         | 5 102             | 302,3            |       |
| Veraguas | San Francisco | San Francisco        | 9 881             | 436,5            |       |
| Veraguas | Santa Fé      | Santa Fe             | 15 585            | 1 920,1          |       |
| Veraguas | Santiago      | Santiago de Veraguas | 889 987           | 970,9            |       |
| Veraguas | Soná          | Soná                 | 27 833            | 1 519,1          |       |

## Comarques

### Emberá-Wounaan
| Comarque       | District | Capitale    | Population (2010) | Superficie (Km2) | Carte |
| -------------- | -------- | ----------- | ----------------- | ---------------- | ----- |
| Emberá-Wounaan | Cémaco   | Unión Chocó | 7 715             | 3 097,5          |       |
| Emberá-Wounaan | Sambú    | Río Sábalo  | 2 286             | 1 296,4          |       |

### Ngäbe-Buglé
| Comarque     | District                    | Capitale                    | Population (2010) | Superficie (Km2) | Carte |
| ------------ | --------------------------- | --------------------------- | ----------------- | ---------------- | ----- |
| Naso Tjër Di | Naso Tjër Di                | Sieyic (es)                 | 5 000             | 1 606,16         |       |
| Ngöbe-Buglé  | Besikó                      | Soloy                       | 23 532            | 752,2            |       |
| Ngöbe-Buglé  | Jirondai                    | Samboa                      |                   |                  |       |
| Ngöbe-Buglé  | Kankintú                    | Bisira                      | 33 121            | 2 422,1          |       |
| Ngöbe-Buglé  | Kusapín                     | Kusapín                     | 20 909            | 1 740,6          |       |
| Ngöbe-Buglé  | Mironó                      | Hato Pilón                  | 15 010            | 343,1            |       |
| Ngöbe-Buglé  | Müna                        | Chichica                    | 36 075            | 796,4            |       |
| Ngöbe-Buglé  | Nole Duima                  | Cerro Iglesias              | 14 928            | 185,1            |       |
| Ngöbe-Buglé  | Ñürüm                       | Buenos Aires                | 13 172            | 574,7            |       |
| Ngöbe-Buglé  | Santa Catalina o Calovébora | Santa Catalina o Calovébora |                   |                  |       |